# Фіртич Георгій Іванович
Фіртич Георгій Іванович (20 жовтня 1938, Псков — 27 січня 2016, Санкт-Петербург) — радянський і російський композитор. Заслужений діяч мистецтв Росії (1992).

## Біографічні відомості
Закінчив Ленінградську консерваторію (1962, клас Юрія Балкашина і Бориса Арапова).
Автор академічних творів (концертів, симфоній, балетів, опери), популярної музики — до музичних вистав, мюзиклів та кінофільмів.
Автор музики до української художньої стрічки «Тарганячі перегони» (1993) та мультфільмів Д. Черкаського: «Містерія-буф» (1969), «Короткі історії» (1970), «Пригоди капітана Врунгеля» (1978), «Лікар Айболить» (1985).

### Нагороди
- Орден Дружби (2009)
- Премія імені Дмитра Шостаковича (2013)

## Фільмографія
- «Ділові люди» (1962)
- «Коли пісня не закінчується» (1964)
- «Діти Дон Кіхота» (1965)
- «ЧП в п'ятому „Б“» (1965)
- «Червоне, синє, зелене» (1967)
- «Золоте теля» (1968)
- «Золото» (1969)
- «Містерія-буф» (1969, мультфільм)
- «Короткі історії» (1970, мультфільм)
- «Друг Тиманчі» (1970)
- «Біля цих вікон...» (1973)
- «Небо зі мною» (1974)
- «Якщо хочеш бути щасливим» (1974)
- «Під дахами Монмартра» (1975)
- «Приїзжа» (1977)
- «Борг» (1977)
- «Озброєний і дуже небезпечний» (1977)
- «Версія полковника Зоріна» (1978)
- «Пригоди капітана Врунгеля» (1978, мультфільм)
- «Ранковий обхід» (1979)
- «Розповідь невідомої людини» (1980)
- «Смерть на зльоті» (1982)
- «Формула пам'яті» (1982)
- «Межа можливого» (1984; у співавторстві Євген Крилатов)
- «Лікар Айболить» (1984—1993, мультфільм)
- «Тарганячі перегони» (1993)
- «Транзит для диявола» (1999) та ін.